# Ramon Dachs
Ramon Dachs Marginet (Barcelona, 1959), poeta, escriptor i bibliotecari-documentalista.

## Obra
La seva creació principal s'articula en dues facetes. Per una banda, Euràsia/Transeurasia/Antarctide (1978-2008), el seu cicle poètic total multilingüe, tancat en el 2009 amb el viatge-performance a l'Antàrtida com a posada en escena del silenci poètic definitiu. Per altra banda, la seva aventura postpoètica en curs, que, iniciada el 2005, es compon d'una trilogia narrativa autoficcional en tercera persona amb fotos pròpies: Álbum del trasiego (2008), Álbum de la Antártida (2009) i Álbum errante. És autor a més d'Intermínims de navegació poètica, poemari completament hipertextual i tetralingüe, disponible a Internet des de 1996, i del poema combinatori interactiu Intertarot de Marsella, disponible des del 2008. Ha col:laborat en una cinquantena de revistes i periòdics; ha impartit conferències en vuit països, exposat individualment a Espanya, França, Mèxic Estats Units i Argentina i ha treballat amb artistes plàstics internacionals. Traduït a diverses llengües, ha traduït, al seu torn, de diverses llengües al català i a l'espanyol.

## Publicacions
- Fosca endins. Alzira: Germania, 1993 (Poesia; 2).
- Poemes mínims. Alzira: Germania, 1995 (Enquadres de poesia; 1). 2a ed.: Barcelona: Proa, 2001 (Els Llibres de l'Óssa Menor; 225). 3a ed.: Barcelona: Llibres de l'Índex, 2011.
- Cima branca. [Texto en galego.] A Coruña: Espiral Maior, 1995 (A Illa verde; 13).
- Quadern rimbaldià, o La intertextualitat generativa / amb versions-variació de "Sensation", d'Arthur Rimbaud (1870), per Josep Palau i Fabre (1947) i Ramon Dachs (1995). [Textos en català i en francès.] Mallorca: Caixa de Balears "Sa nostra", 1996 (El Turó; 40).
- Blanc. [Text reversible català-francès francès-català.] Mallorca: Moll, 1998 (; 82).
- Llibre d'amiga / preliminar (Cantiga) de Pere Gimferrer; addenda (Versións galegas) de Basilio Losada. Benicull de Xúquer, València: 7 i Mig, 1998
- Escriptura geomètrica, escriptura fractal [text de les escriptures G-F exposades en català, castellà, francès i anglès; documentació complementària en català, castellà i anglès] / [presentació: Juan Manuel Bonet; traducción castellana: Tomàs Belaire (excepto los textos de creación, en versión del autor); English translation: Karel Clapshaw]. València: IVAM, 1999. Catàleg de l'exposició que inclou una antologia sistemàtica del cicle Euràsia.
- Libro de amiga, seguido de Fronda adentro / Cantiga preliminar de Pere Gimferrer; tinta china de Tere Vila-Matas; colofón de Giuseppe Tavani, Stephen Reckert, Basilio Losada, Paola Elia y Victoria Cirlot. [Textos en español -excepto tres en gallego- y catalán.] Murcia: Nausícaa, 2002 (Barcaiar de poesía; 2). Ed. no venal. 2ª ed.: Barcelona: Azul, 2004.-
- Eurasia: palimpsesto lírico mayor, 1978-2001. [Síntesis reescritural sistemática en español del ciclo poético Euràsia.] México, D.F.: Ediciones Sin Nombre, 2003.-
- Codex mundi: écriture fractale II = escritura fractal II / traduction en français d'Anne-Hélène Suárez Girard. [Texte en français et espagnol.] Nîmes: Éditions de la mangrove - Marseille: Mobil-home - Buenos Aires: Xul, 2004. Avec le concours du Centre national du livre (Paris).
- Ut pictura poesis: Broto, Salinas, Toledo / [con reproducciones originales de José Manuel Broto, Baruj Salinas y Francisco Toledo; y una foto de Graciela Iturbide; y con 3 poemas: Fulgor, Portolano y Sin juicio: viaje a Oaxaca.] [Texto multilingüe/español.] Vic: Emboscall, 2004 (El taller de poesia; 109).
- Tarot de Marsella: poema aleatorio / ilustrado con las 78 cartas tradicionales grabadas por Nicolas Conver en 1760. Barcelona: Azul, 2006.
- Blanc: topoèmologie. [Texte trilingue français-español-català.] 1e éd. topoèmologique intégrale. Reims: Le clou dans le fer, 2007 (Expériences poétiques). Avec le concours de .Centre national du livre (Paris).
- 101 juejus i 12 robaiyat / [apropiació] de R.D.; 101 juejus traduïts del xinès amb Anne-Hélène Suárez; 12 robaiyat traduïts de l'àrab amb Josep Ramon Gregori; preàmbul de Josep Palau i Fabre; epíleg de Stephen Reckert. [Ed. bilingüe xinès-català i àrab-català.] València: Alfons el Magnànim, 2010 (Antologies/Poesia)
- Codex mundi: escritura fractal completa (1978-2008). Colmenar Viejo, Madrid: Amargord, 2012. (Colección л de poesía).
- L'Amor / amb un pròleg de Victoria Cirlot i un poema de Pere Gimferrer. Barcelona: Llibres de l'Índex, 2014. Amb el suport del Departament de Cultura Catalunya).
- De l’Antàrtida a la Torre: fotopoètiques del silenci, de l’11 de juny al 27 de novembre de 2016. [Catàleg d’exposició. Fotollibre] / presentació i coordinació: Natàlia Chocarro ; amb textos [en català o castellà] de Juan Manuel Bonet, Laura Borràs, Victoria Cirlot, José Corredor-Matheos i R.D.; textes en français: Marta Martínez Valls. Torroella de Montgrí: Palau Solterra, Fundació Vila Casas, 2015.

## Exposicions individuals
- -Panorama vitri d'escriptura geomètrica / organitzada per la Facultat de Matemàtiques i Estadística amb la col·laboració del Museu d'Art de Girona. Barcelona: Sala d'exposicions de de Catalunya, 10-27 novembre 1998.
- Escriptura geomètrica, escriptura fractal / coordinació: Carlos Pérez. València: IVAM Centre Julio González, 28 setembre 1999 - 5 desembre 1999 (prorrogada: 9 gener 2000). [Sinopsi del Museu: català  Arxivat 2014-07-14 a Wayback Machine.- español Arxivat 2014-07-14 a Wayback Machine.l - english Arxivat 2014-07-14 a Wayback Machine..]

- Codex mundi: fractal writing II = escritura fractal II / coordinación: Mildret Cabezas. Coral Gables, FL (USA): Centro Cultural Español de Miami (CCE-Miami), 10 febrero - 15 marzo 2006.
- Poème de poèmes: mise en scène du silence. Périgueux, France: Expoésie, Théâtre Le Paradis, 30 juin - 2 julliet 2006.
- + itinerància a Barcelona: Poema de poemes: posada en escena del silenci. Cyberpoem 3.1, Centre Cívic Torre Llobeta, 11-18 novembre 2006. Instal·lació-exposició augmentada.
- + itinerancia a Córdoba (Argentina): Poema de poemas: puesta en escena del silencio. Expoesía II, Universidad Nacional de Córdoba (vestíbulo de ) 13-17 agosto 2007. Con la colaboración del Ministerio de Cultura. Instalación-exposición nuevamente aumentada, que, tras la clausura, pasa a engrosar la colección poética multimedia Lenguajes Aledaños, dirigida per Guillermo Daghero en el Centro Cultural España Córdoba (Argentina).
- Misteriosa Antártida: fotos de escritor. Oaxaca, México: Centro Fotográfico Manuel Álvarez Bravo, 16 junio – 19 julio 2011 (prorrogada: 31 julio). Con la colaboración del Institut Ramon Llull.
- + itinerancia a Monterrey, México: Drexel Galería, 1-17 de septiembre 2011. Con la colaboración del Institut Ramon Llull.
- + itinerancia a Santander: CDIS (Centro de Documentación de la Imagen del Ayuntamiento de Santander), 19 julio – 31 agosto 2012.
- La Torre : (Barcelona): 160 fotohaikus. [vídeo-instal·lació.] Barcelona: Arts Santa Mònica, 9 – 19 gener 2013.
- De l’Antàrtida a la Torre: fotopoètiques del silenci / coordinació: Natàlia Chocarro. Torroella de Montgrí: Palau Solterra, Fundació Vila Casas, 11 de juny - 27 novembre 2016.

## Ciberliteratura
- Intermínims de navegació poètica / realització tècnica: Josep-Àngel Borràs. Barcelona: COBDC, 1996-1997 - Vilaweb, 1998-2002 - València: Llibreweb, 2003-2005 - Barcelona: Hermeneia: 2006-

A partir de 2004, en versió multilingüe en hipertext integral català-español-français-english. Realització tècnica de R.D.
En espanyol (març 2004):
Intermínimos de navegación poética / traducció: Anne-Hélène Suárez Girard 
En francès (agost 2004):
Interminimes de navigation poétique / traducció: Anne-Hélène Suárez Girard 
En anglès (setembre 2004):
Interminimals of poetic navigation / traducció: Karel Clapshaw 
- Intermínims. Ed. integral tetralingüe en CD-Rom. Palma: Revista Casatomada. Nº.5, 2005 (Bonus track; 5). Patrocinat pel Consell de Mallorca, Departament de Cultura.

- Ramon Dachs: poètiques no lineals, 1996-2006 = poéticas no lineales, 1996-2006 / idea i coordinació: Laura Borràs; disseny i realització: Carles Lindín. Barcelona: Hermeneia, 18 d'abril de 2006-. Exposició virtual.

Ampliada fins al 2008 amb motiu de la incorporació d'InterTarot de Marsella.
- InterTarot de Marsella: poema aleatorio = InterTarot de Marseille: poème aléatoire / cartas: Nicolas Conver (1760); traducció al francès: Anne-Hélène Suárez; versió web: Pau Ceano (febrer 2008). Barcelona: Hermeneia, 18 d'abril de 2008

## Memòries literàries i autoficció
- Euràsia: 30 anys d'insubordinació literària als mandarinatges (1974-2003) / entrevista: José Antonio Martínez Muñoz; fotos: Xavier Sanfulgencio. [Crònica de l'aventura literària: aprenentatge, escriptura, edició i recepció.] Barcelona: Llibres de l'Índex, 2004. Llibre del mes a Vilaweb (setembre 2004).
- Álbum del trasiego [Autoficción/ensayo en forma de diario profusamente ilustrado: junio 2005 – junio 2008]. Barcelona: , 2008.
- Álbum de la Antártida  [Autoficción/ensayo en forma de diario profusamente ilustrado: julio 2008 – junio 2009]. Barcelona: , 2009. Incluye la pieza mímica en tres actos: Puesta en escena del silencio (apuntes).
- Misteriosa Antártida: fotos de escritor / preliminar de Juan Manuel Bonet. [Catálogo de la exposición itinerante producida por el Centro Fotográfico Manuel Álvarez Bravo de Oaxaca, México. Incluye 12 extractos textuales y 12 fotos del Álbum de : Florent Fajole éditeur, 2011.
- Álbum errante [Autoficción/ensayo en forma de diario profusamente ilustrado: septiembre 2009 – enero 2011. Monterrey, N.L. - Madrid: Vaso Roto, 2012.
- “Oaxaca y Monterrey: 16 dípticos en contexto” [fotos y texto]. Cuadernos del matemático. Getafe, Madrid. Nº 47 (diciembre 2011). Encarte central en color. [1r P.S. de la trilogía Álbum del trasiego +Álbum de  + Álbum errante.]
- “Santander y Nova York: 16 dípticos en contexto” [fotos y texto]. Cuadernos del matemático. Getafe, Madrid. Nº 49 (diciembre 2012). Encarte central en color. [2º P.S. de la trilogía Álbum del trasiego + Álbum de  + Álbum errante.]